# FC Viktoria 1910 Wernigerode
FC Viktoria 1910 Wernigerode  was een Duitse voetbalclub uit Wernigerode, Saksen-Anhalt.

## Geschiedenis
De club werd opgericht op 28 februari 1910 opgericht en sloot zich aan bij de Midden-Duitse voetbalbond. De club speelde in 1911/12 voor het eerst in de competitie van  Harz en werd vicekampioen achter FC Preußen Halberstadt. Het volgende seizoen trok de club zich na twee wedstrijden terug uit de competitie. De club keerde terug van 1915 tot 1917 maar werd twee keer laatste. Na de Eerste Wereldoorlog werd de competitie van Harz ondergebracht in de Kreisliga Elbe en werd daar de tweede klasse. Na 1923 werd de Kreisliga afgevoerd en werd de competitie als Gauliga Harz weer opgewaardeerd tot eerste klasse. De club eindigde meestal in de middenmoot en altijd onder rivaal SV Germania 1916 Wernigerode. In 1928 werd de club laatste, maar werd door een competitie-uitbreiding gespaard van degradatie. Dit bleek echter uitstel van executie en de club degradeerde in 1929 alsnog en kon hierna niet meer terugkeren. 
In 1933 werd de competitie geherstructureerd. De Midden-Duitse bond werd ontbonden en de vele competities werden vervangen door de Gauliga Mitte en Gauliga Sachsen. Om een enigszins competitief team op te kunnen stellen fuseerde de club met rivaal Germania tot VfL Germania 1910 Wernigerode, dat in de Bezirksklasse Magdeburg-Anhalt ging spelen.